# Meditrinalia
Die Meditrinalia waren ein altrömisches Weinfest, das jeweils am 11. Oktober stattfand.
An diesem Tag wurde der neue Most erstmals gekostet, nachdem zuvor eine Libation gespendet worden war.
Dabei wird der neue Most mit eingekochtem vorjährigem gemischt.
Der Name des Festes wurde von mederi („heilen“) abgeleitet, da man dem so gemischten neuen Wein besonders gesundheitsförderliche Wirkung zuschrieb und in der Verbindung von Opfern und Kosten Hilfe bei alten und eine Abwehr gegen neue Krankheiten erhoffte.
Nach Varro wurden dabei die folgenden Worte gesprochen:
Novum vetus vinum bibo, novo veteri morbo medeor („Ich trinke neuen und alten Wein, um von neuer und alter Krankheit geheilt zu werden“)
Die antiquarischen römischen Schriftsteller haben vermutlich zum Namen des Festes eine Heilgöttin Meditrina konstruiert.
Es wurde zwar zu Beginn der Weinlese dem Liber ein Trankopfer gespendet, in den Fasti Amiternini und den Fasti fratrum Arvalium ist der 11. Oktober aber als feriae Iovi („Festtag des Iuppiter“) ausgewiesen,
man geht daher davon aus, dass die Meditrinalia wie die beiden anderen Weinfeste, die Vinalia Priora und die Vinalia Rustica, dem Iuppiter geweiht waren.